# Odon (Indiana)
Odon – miasto w Stanach Zjednoczonych, w stanie Indiana, w hrabstwie Daviess.